# デヴィッド・ハーヴェイ
デヴィッド・ハーヴェイ（David Harvey、1935年10月31日 - ）は、イギリスの地理学者である。専門は人文地理学・社会理論・政治経済学・批判地理学。

## 経歴
イギリス・ケント州ジリンガム生まれ。ケンブリッジ大学より博士号取得。ブリストル大学講師、ジョンズ・ホプキンス大学准教授・教授、オックスフォード大学教授を経て、現在、ニューヨーク市立大学名誉教授。
『資本論』を中心とするマルクス主義を地理学に応用した批判地理学の第一人者。彼の教育・研究・政治的関わりは、社会的不公平に対する深い関心を反映している。今日、地理学分野では、世界で最も多く論文が引用される学者である。
ハーヴェイは、1973年の著書『都市と社会的不平等』において、都市の貧困とそれに起因する疾病に直面するとき、地理学は「客観的 (objective)」な立場に留まることはできないはずだと述べた。
1982年の著書『資本の限界』（日本語訳書は『空間編成の経済理論―資本の限界』）において、ハーヴェイは資金と財政の機能について、また資本主義の危機の形成における「空間的モーメント (spatial moment)」について、マルクス主義の理論を拡張、革新した議論を展開した。
また、2010年の著書『資本の〈謎〉』では、資本主義の本質にある超道徳性 (amorality) と無法性 (lawlessness) を踏まえた上で、規制の資本主義 (regulatory capitalism)、倫理的資本主義 (ethical capitalism) などといった議論は根本的な誤りであるとも論じている。
ハーヴェイには、スウェーデンのレッツイウス金メダル、イギリス王立地理学会のパトロン・メダル、ヴォートリン・ルド国際賞など多くの受賞歴がある。アルゼンチンのブエノスアイレス大学とデンマークのロスキルド大学から名誉博士号を授与されている。1998年にはイギリス学士院の会員に選ばれており、2007年にはアメリカ芸術科学アカデミーの会員にも選ばれている。
2007年には、トムソン・ロイターの科学情報研究所のデータベースに基づく引用件数において、人文・社会科学系の著作の著者として第18位となった。

## マルクスの『資本論』を読む
ハーヴェイには、その生活と著作を通して一貫してきたことが二つあり、その一つはマルクスの『資本論』を読み解くことであり、もう一つは学生運動、コミュニティ運動、労働運動を支援することで、特にボルティモアにおける実践は広く知られている。彼の講義は、YouTube上に公開されて、大きな人気を得ており、2巻からなるマルクスの『資本論』の解説書も作られている。

## 著書

### 単著
- Explanation in Geography, (Edward Arnold, 1969).

松本正美訳『地理学基礎論――地理学における説明』（古今書院, 1979年）
- Society, the City, and the Space-Economy of Urbanism, (Association of American Geographers, 1972).
- Social Justice and the City, (Johns Hopkins University Press, 1973).

竹内啓一・松本正美訳『都市と社会的不平等』（日本ブリタニカ, 1980年）
- The Limits to Capital, (University of Chicago Press, 1982).

松石勝彦・水岡不二雄訳『空間編成の経済理論――資本の限界（上・下）』（大明堂, 1989年）
- Consciousness and the Urban Experience, (Blackwell, 1985).
- The Urbanization of Capital, (Blackwell, 1985).

水岡不二雄監訳『都市の資本論――都市空間形成の歴史と理論』（青木書店, 1991年）
- The Urban Experience, (Blackwell, 1989).
- The Condition of Postmodernity: An Enquiry into the Origins of Cultural Change, (Blackwell, 1990).

吉原直樹監訳『ポストモダニティの条件』（青木書店, 1999年／改訳版・ちくま学芸文庫, 2022年）
- Justice, Nature and the Geography of Difference, (Blackwell, 1996).
- Spaces of Hope, (University of California Press, 2000).
- Spaces of Capital: Towards a Critical Geography, (Routledge, 2001).
- The New Imperialism, (Oxford University Press, 2003).

本橋哲也訳『ニュー・インペリアリズム』（青木書店, 2005年）
- Paris, Capital of Modernity, (Routledge, 2003).

大城直樹・遠城明雄訳『パリ――モダニティの首都』（青土社, 2006年）
- A Brief History of Neoliberalism, (Oxford University Press, 2005).

渡辺治監訳、森田成也、木下ちがや、大屋定晴、中村好孝訳『新自由主義――その歴史的展開と現在』（作品社, 2007年）
- Spaces of Neoliberalization: Towards a Theory of Uneven Geographical Development, (F. Steiner, 2005).

本橋哲也訳『ネオリベラリズムとは何か』（青土社, 2007年）
- Spaces of Global Capitalism, (Verso, 2006).
- Cosmopolitanism and the geographies of freedom, Columbia University Press, 2009.
大屋定晴・森田成也・中村好孝・岩崎明子訳『コスモポリタニズムーー自由と変革の地理学』、作品社、2013年
- A companion to Marx's Capital, Verso, 2010.

『〈資本論〉入門』、森田成也・中村好孝訳、作品社、2011年
- The enigma of capital: and the crises of capitalism, Oxford University Press, 2010.

『資本の〈謎〉――世界金融恐慌と21世紀資本主義 』、森田成也・大屋定晴・中村好孝・新井田智幸訳、作品社、2012年
- Rebel cities: from the right to the city to the urban revolution, Verso, 2012.

『反乱する都市――資本のアーバナイゼーションと都市の再創造』、森田成也・大屋定晴・中村好孝・新井大輔訳、作品社、2013年